# Дорош, Виктор Ануфриевич
Виктор Ануфриевич Дорош (22 апреля 1924 год, село Глубокое — 11 июня 2009 год, село Предгорное, Глубоковский район, Восточно-Казахстанская область, Казахстан) — маслодел-мастер Предгорненского маслозавода Министерства мясной и молочной промышленности Казахской ССР, Глубоковский район Восточно-Казахстанской области, Казахская ССР. Герой Социалистического Труда (1971).

## Биография
Родился в 1924 году в крестьянской семье в селе Глубокое. В 1942 году окончил Павлодарскую школу ФЗО, после которой трудился помощником мастера-маслодела на Предгорненском маслозаводе. В октябре этого же года был призван на фронт. Участвовал в обороне Ленинграда, где получил ранение. После излечения в госпитале служил водителем миномётной установки БМ-13 «Катюша». В 1944 году вступил в ВКП(б). Воевал в боях под Нарвой, Таллином, Ригой. Участвовал во взятии Кенигсберга и освобождении Варшавы.
После демобилизации возвратился в Казахстан и продолжил работать помощником мастера-маслодела на Предгорненском маслозаводе. Потом трудился на Усть-Нарымском, Пролетарском и Украинском маслозаводах Восточно-Казахстанской области. С 1955 года — старший мастер Предгорненского маслозавода. Окончил вечернюю школу и в 1966 году — заочное отделение Московского механико-технологического техникума пищевой промышленности.
В конце 1950-х годов освоил линию непрерывно-поточного производства масла, что привело к увеличению производства масла на 21,7 тонны за смену и снижению себестоимости продукции.
В 1970 году бригада Николая Широких досрочно выполнила плановые производственные задания Восьмой пятилетки (1965—1970). Указом Президиума Верховного Совета СССР от 26 апреля 1971 года «за выдающиеся успехи, достигнутые в развитии мясной и молочной промышленности» удостоен звания Героя Социалистического Труда с вручением ордена Ленина и золотой медали Серп и Молот.
Избирался депутатом Предгорненского сельского совета народных депутатов.
В 1984 году вышел на пенсию. Проживал в селе Предгорное Глубоковского района, где скончался в 2009 году.
Награды
- Герой Социалистического Труда
- Орден Ленина
- Орден Трудового Красного Знамени (14.06.1966)
- Орден Отечественной войны 2 степени (11.03.1985)
- Медаль «За боевые заслуги»
- Медаль «За оборону Ленинграда»
- Медаль «За взятие Кенигсберга»
- Медаль «За освобождение Варшавы»
- Медаль «За победу над Германией в Великой Отечественной войне 1941—1945 гг.»